# Blastemanthus grandiflorus
Blastemanthus grandiflorus là một loài thực vật có hoa trong họ Ochnaceae. Loài này được Spruce ex Engl. mô tả khoa học đầu tiên năm 1876.